# Tai nạn cáp treo Stresa-Mottarone
Vào ngày 23 tháng 5 năm 2021, trong một chuyến đi theo lịch trình, cáp treo Stresa-Alpino-Mottarone đã rơi xuống đất sau khi lực kéo hoặc cáp kéo đứt khoảng 100 mét (300 ft) từ đỉnh núi Mottarone, gần hồ Maggiore ở  miền bắc nước Ý. Kết quả là mười bốn người đã thiệt mạng, và một trẻ em bị thương nặng. Cáp treo đang đi trên đường nối thị trấn Stresa với đỉnh Mottarone thì nó lao xuống một khu vực nhiều cây cối, theo National Alpine Speleological Rescue Corps, tổ chức đang dẫn đầu chiến dịch cứu hộ. Vụ việc là thảm họa cáp treo chết người nhất của Ý kể từ sau thảm họa cáp treo Cavalese năm 1998.

## Sự cố
Cáp treo Stresa-Mottarone là một cáp treo với các cabin được gắn cố định trên một dây cáp và được kéo bằng cáp kéo riêng biệt, với các cabin được kéo lên và quay xuống trên một tuyến cáp riêng thay vì chạy trong một vòng lặp liên tục.
Thảm họa xảy ra khi một cabin đang sắp hoàn thành chuyến đi kéo dài 20 phút, ở độ cao 1.491 mét so với mực nước biển thì cáp bất ngờ bị đứt cách đỉnh núi 300 mét. Buồng cáp treo sau đó đã rơi xuống một khu vực có nhiều cây cối rậm rạp và không có lối đi trực tiếp.Những người đi bộ đường dài cho biết đã nghe thấy một tiếng rít lớn ngay trước khi vụ tai nạn xảy ra, được cho là do ít nhất một trong các đường dây cáp bị đứt. Một số người trong số những người chết đã bị ném khỏi cabin khi nó rơi xuống. Hình ảnh trên TV cho thấy cáp kéo mỏng hơn, bị gãy treo trên cột điện. Hiện vẫn chưa rõ lý do tại sao hệ thống phanh tự động không dừng việc hạ xuống của cabin.
Truyền thông đưa tin rằng cáp treo đã không hoạt động được một thời gian cho đến Thứ Bảy, ngày 22 tháng 5, do các biện pháp phòng dịch COVID-19. Chủ tịch hiệp hội cáp treo Thụy Sĩ, Berno Stoffel, giải thích với Truyền hình Thụy Sĩ rằng các quy định về an toàn cáp treo ở cả Thụy Sĩ và Ý đều giống hệt nhau, do sự phổ biến của cáp treo ở Thụy Sĩ, và chuyên môn trong cả xây dựng và bảo trì.
Cáp treo này được xây dựng vào năm 1970, ban đầu được thiết kế với sức chở 47 người, nhưng sức chứa của cabin đã bị giảm do các biện pháp COVID-19.

## Nạn nhân
Trong số 15 người trên buồng cáp bị rơi, 14 người tử vong trong khi chỉ có một người bị thương nặng. 8 nạn nhân là người Ý, 5 người Israel và 1 người Iran.